# Christofer Murray
Johann Robert Christofer Murray, född 19 september 1946, är en svensk radioman och producent vid Sveriges Radio.
Murray är filosofie magister, och arbetade under 1970-talet som lärare i tyska på Fribergaskolan i Danderyd samt som lärare i engelska på Söderbymalmsskolan i Haninge.
Murray, som är en av SR P1:s mångåriga programpresentatörer, har länge stått för värdskapet under nyårsnattens sändningar. Den 31 december 2021 var det den 40:e gången som Murray höll i "tolvslaget" i SR:s direktsändning på nyårsafton.
Han är gift med Bim Clinell.

## Utmärkelser
- 2023 – Illis quorum-medaljen[3] [4]